# Johanna Kohlund
Johanna Kohlund (* 8. November 1878 in Freiburg im Breisgau; † 26. März 1968 ebenda) war eine deutsche Frauenrechtlerin. Sie war Lehrerin an einem Gymnasium und Vorkämpferin für die Verwirklichung der Gleichstellung von Frau und Mann, besonders für bessere Bildungschancen für junge Mädchen im 19. und 20. Jahrhundert. Daher galt sie auch als „Grande Dame“ der Frauenbewegung.

## Leben
Johanna Kohlund legte 1899 an der Höheren Mädchenschule in Freiburg das Lehrerinnenexamen ab.
Als eine der ersten Studentinnen beendete sie im Jahr 1913 ihr Studium an der Universität Freiburg mit dem Doktortitel. Zudem war Johanna Kohlund eine von fünf Germanistinnen, die sich bis zum Ende der Weimarer Republik habilitierten.
Später lehrte sie an einem Gymnasium und setzte sich für bessere Bildungschancen für junge Mädchen ein. Im Jahr 1968 starb Johanna Kohlund im Alter von 89 Jahren in Freiburg.

## Engagement in der Frauenbewegung
Am 12. November 1918 wurde das neue Wahlrecht für Frauen in Deutschland eingeführt. Dies nahm Kohlund zum Anlass, viel herumzureisen und Frauen zu ermutigen, das Wahlrecht auch zu nutzen. Sie war sehr aktiv in der Frauenbewegung, vorwiegend im „Verein Frauenbildung–Frauenstudium“. Außerdem besuchte sie Frauenkongresse und Tagungen, um sich mit anderen emanzipierten Frauen auszutauschen und neue Kontakte herzustellen.
Die Lehrerin Agnes von Zahn-Harnack und die Reichsabgeordnete Marie-Elisabeth Lüders gründeten im Jahr 1926 den Deutschen Akademikerinnenbund. Zehn Jahre später schloss sich Kohlunds Initiative, der „Freiburger Akademikerinnenbund“, diesem an. Kohlund gründete 1949 eine neue Initiative, den „Deutschen Frauenring in Freiburg“. Dieser setzte sich auch für die Gleichstellung von Frau und Mann in der Gesellschaft ein und ist heute einer der größten Frauenverbände Deutschlands.

## Ämter und Funktionen
- Mitglied im „Freiburger Studentinnenverein“
- Gymnasiallehrerin
- sehr aktiv im Verein „Frauenbildung – Frauenstudium“
- Gründerin der Initiative „Freiburger Akademikerinnenbund“
- Gründerin der Initiative „Deutscher Frauenring in Freiburg“